# Gehendra Bahadur Rajbhandari
Gehendra Bahadur Rajbhandari (गेहेन्द्र बहादुर राजभण्डारी - Gehendra Bahādura Rājabhaṇḍārī; 1923 – 23 agosto 1994) è stato un politico nepalese, Primo ministro del Nepal dal 1970 al 1971.